# Straßenbahn Emden
Die Elektrische Kleinbahn Emden – Außenhafen (so die korrekte Bezeichnung) war ein kleiner, von 1902 bis 1953 bestehender Straßenbahnbetrieb in der Stadt Emden. Die Konzession lautete auf eine „elektrische Kleinbahn“, da der Begriff „Straßenbahn“ im damaligen Verkehrsrecht noch nicht vorhanden war.
Der Straßenbahnbetrieb bestand aus einer einzigen 3,7 Kilometer langen Strecke in Meterspur, die die Stadt mit dem Außenhafen verband. Es waren anfangs drei Trieb- und drei Beiwagen vorhanden, später kamen drei weitere Trieb- und drei weitere Beiwagen zum Einsatz.

## Geschichte

### Pferdebahn
Einen ersten Anlauf zur Errichtung eines schienengebundenen städtischen Nahverkehrs in Emden gab es 1883 durch den Bäckermeister Reemt Reints Poppinga, der bei der Stadt den Antrag zum Bau einer Pferdebahn vom damaligen Bahnhof (dem späteren Südbahnhof) nach Nesserland stellte. Doch nach Verlegen der Gleise und Beschaffung von sechs gebrauchten doppelstöckigen Pferdebahnwagen von der Hannoverschen Straßenbahn stellte sich heraus, dass ein Betrieb aufgrund mangelhafter Gleisverlegung und einer zu geringen Durchfahrtshöhe am Rathausbogen nicht möglich war. Dieses erste Projekt scheiterte daher, die Wagen wurden an die Borkumer Inselbahn verkauft.

### Entstehung der elektrischen Straßenbahn
In den Akten des Stadtarchivs Emden wurde die Einrichtung einer elektrischen Bahn von Emden nach Nesserland das erste Mal in der Magistratssitzung am 3. September 1900 erwähnt. In dieser Sitzung trug der Oberbürgermeister Leo Fürbringer vor, dass der Generaldirektor Albert Ballin von der Hamburg-Amerika-Linie auf die Notwendigkeit einer entsprechenden Verbindung hingewiesen habe. Der Magistrat der Stadt Emden lehnte den Wunsch des Herrn Ballin ab, da sich die eingerichtete Motorbootverbindung zwischen Emden und Nesserland noch nicht rentierte. Die Betriebsmittel der Motorbootgenossenschaft reichten zu der Zeit nicht aus, so dass der Bootsverkehr nicht genügend gesichert sei.
Etwas später, am 2. Oktober 1900 sprach eine Berliner Regierungskommission unter Beteiligung von Carl Schweckendieck mit dem Oberbürgermeister Fürbringer und drängte auf den Bau einer Verbindungsbahn von Emden nach Nesserland.
Die Errichtung der Bahn sollte von der Stadt tunlichst gefördert werden. Im Übrigen könnten die Motorboote in den Außenhafen nicht immer fahren. Eine Einigung konnte nach dem nochmaligen Erscheinen des Herrn Ballin, bei dem Vertreter des Magistrats anwesend waren, erreicht werden. Das entsprechende Gesprächsprotokoll vom 24. Oktober 1900 ging unter anderem an die Aktiengesellschaft „Ems“ Emder Dampfschiffsreederei, die Westfälische Transportgesellschaft (Emden) und die Hamburg-Amerika-Linie, Hamburg. Bereits am 18. Oktober 1900 schrieb die Allgemeine Elektricitäts-Gesellschaft (AEG) an den Magistrat der Stadt Emden, dass sie aus der Zeitung erfahren hätten, dass in Emden eine elektrische Bahn geplant sei, die die Seeschleuse mit der Stadt verbinden sollte. Sie würden gerne einen ausführlichen Kostenvoranschlag unterbreiten.
Auch hatte der Magistrat schon am 22. Oktober 1900 drei Berliner Firmen, so die Elektrizitäts-Aktiengesellschaft „Phoebus“, die AEG sowie die Union-Elektricitäts-Gesellschaft (ab 1904 Teil der AEG) angeschrieben, mit der Bitte um die Hergabe einer Offerte ohne in Vorleistungen treten zu müssen für eine elektrische Bahn mit 1 m Spurweite auf einer Länge von 3 Kilometern, wobei das Gleis um etwa 900 Meter längs des Etablissement der Hamburg Amerika Linie zu verlängern sei. In diesem Zusammenhang schrieb die Stadt, dass es notwendig werden könnte, die elektrische Bahn vom Rathausplatz durch die Große Straße entlang des Krankenhauses mit der Ostfriesischen Küstenbahn an der Larrelter Straße und mit der Kleinbahn Emden – Pewsum zu verbinden bzw. zu bauen.
Am 1. November 1900 erklärte sich die Baukommission mit der Trassierung der elektrischen Bahn einverstanden, wobei diese jedoch nicht entlang der Straße Am Delft gelegt werden sollte. Diese Straße sei bei dem dort vorhandenen Verkehr zu schmal zur Aufnahme eines zusätzlichen Schienengeleises. Die Bahn müsste vor dem Ruhe´schen Hauses an der Pelzerstraße beginnen und durch die Nesserlander Straße geführt werden. Die eigentliche Trassierung sollte nach einer Skizze des Stadtbaumeisters Heinrich Wiggers vom 15. November 1900 durch die neu projektierte Nesserlander Straße (heutige Schweckendieckstraße) bis zur Fischerei Gesellschaft Neptun und weiter in den Polder hinein führen.

### Eröffnung der Emder Straßenbahn
Am 23. Februar 1902 fand die Eröffnung für das zahlende Publikum statt. Zur Eröffnung der Straßenbahn standen den Fahrgästen drei Triebwagen mit halbverglasten sowie drei Beiwagen mit offenen Plattformen der Waggonfabrik Uerdingen mit elektrischer Ausrüstung der AEG bereit.
Die Fahrpreise für die einfache Fahrt vom Alten Markt zum Außenhafen betrugen 10 Pfennig, Schulkinder 5 Pfennig. Arbeiterkarten kosteten 0,50 Mark mit 14-tägiger Gültigkeit für zehn Fahrten in jeder Richtung.
Die Emder Zeitung schrieb am 24. Februar 1902, dass der Unternehmer mit dem Erfolg der elektrischen Bahn durchaus zufrieden sein könne. Neben den Freifahrten gab es circa 3.200 zahlende Passagiere, die die Bahn benutzten. Wenn hier und da über eine zu langsame Beförderung geklagt wurde, so ist damit in den ersten Tagen der Eröffnung der Bahn zu rechnen gewesen. Naturgemäß sind an den ersten Tagen die Wagen sehr überfüllt, sodass das Aussteigen an den Haltestellen sehr erschwert und mehr Zeit in Anspruch nimmt.

### Weitere Entwicklung der Bahn
Viele Jahre war für die Emder Bevölkerung die Westmole ein besonders beliebter Ausflugsort, an dem die „Elektrische“ ihren Endpunkt erreichte. Der Abfahrtpunkt war der Alte Markt in der Innenstadt. Eigentlich hatten die Verantwortlichen bei der AEG und der Stadt in der Zeit des Ersten Weltkrieges eine wesentliche Ausweitung des Schienennetzes geplant, das über den Stadtgarten hinweg bis zur Kaserne und zum Neuen Binnenhafen als weitere Endpunkte führen sollte. Die städtebauliche Planung übernahm der Architekt Hermann Jansen, Berlin, im Auftrage der Stadt Emden. Die Erweiterung kamen jedoch nie zur Ausführung.
Das Ende der Emder Straßenbahn kam am 30. April 1953. Die Stadt Emden und die AEG konnten sich nicht über die notwendigen Investitionen zur Beseitigung der Kriegsschäden einigen. Um bei den anstehenden Straßenbauarbeiten Geld für die Neuverlegung der Gleise einzusparen, wurde der Straßenbahnbetrieb kurzerhand eingestellt und durch Omnibusverkehr ersetzt.